# Межи
Межи (біл. Межы) — селище в Довголіській сільраді Гомельського району Гомельської області Білорусі.
На заході межує з лісом (урочище Межи).

## Географія

### Розташування
У 20 км від залізничної станції Щербовка (на лінії Калинковичі — Гомель), 27 км на південний захід від Гомеля.

## Гідрографія
На півдні, сході та півночі меліоративні канали, з'єднані з річкою Дніпро.

## Транспортна мережа
Автомобільна дорога Михальки — Калинковичі — Гомель. 
Планування складається з короткої прямолінійної вулиці, забудованій дерев'яними будинками садибного типу.

## Історія
Засноване на початку XX століття переселенцями з сусідніх сіл. 
У 1926 році працював поштовий пункт, в Карналінській сільраді Дятловицького району Гомельського округу. У 1931 році жителі вступили в колгосп. Під час німецько-радянської війни 5 жителів загинули на фронті. У 1959 році в складі радгоспу «Мирний» (центр — село Михальки).

## Населення

### Чисельність
- 2004 — 7 господарств, 10 жителів.